# 普士高律师事务所
普士高律师事务所（Proskauer Rose LLP）创立于1875年，现为美国最大的一家国际综合性律师事务所，拥有700余名专职律师。该所总部位于纽约曼哈顿，在美国波士顿、华盛顿、洛杉矶、佛罗里达州博卡拉顿、新泽西州纽瓦克、新奥尔良和法国巴黎等地设有分所。该所为全球客户提供全方位的法律服务，既提供传统的企业融资、证券、税务、诉讼、房地产和劳工等方面的法律服务，也提供仲裁和其他形式的争端解决、破产重组、中间商监管、雇员福利和经理人员薪酬、娱乐、环境、医药、高科技和互联网、知识产权、私人股本投资、商业机密和同业竞争、白领犯罪等方面的法律服务。
普士高律师多毕业于世界顶尖法学院，其中48人入选2006年度全美最佳律师 （页面存档备份，存于）。在2006年度《美国商法指南》中，普士高律师事务所获得多项殊荣，共有41名律师和24项业务出现在商法律师界的领袖名录中，涵盖了本所全部业务部门。普士高律师事务所的体育法业务和有关《雇员退休收入保护法案》的诉讼业务、波士顿分所的私人股本投资基金形成业务以及纽约总部的劳工法业务被《商法指南》评定为最高级。普士高纽约总部是纽约唯一的劳工法业务被评定为最高级的律师事务所，其劳工法业务一直被公认为全美业界的领袖。普士高所内同获顶级殊荣的还有企业并购和有关医疗和虚假广告的业务。
该所国际业务团队的律师掌握多种语言，不仅代理涉及企业并购、资本市场、商务、破产重组等方面的国际公司业务，而且代理国际公司在美国和其他国家、跨不同司法管辖区的诉讼和仲裁事务。
普士高在香港的律師事務所，採用「普洛思律師事務所」作為中文名稱。

## 外部連結
- 普士高律师事务所网站 （页面存档备份，存于）
- 瓦莱丽·普莱姆诉刘易斯·利比、迪克·切尼和卡尔·罗夫等状
- Best Lawyers® - Purely Peer Review™ （页面存档备份，存于）